# Hôrka nad Váhom
Hôrka nad Váhom (bis 1948 slowakisch „Hôrka“; ungarisch Vághorka – bis 1907 Huorka) ist eine Gemeinde im Westen der Slowakei mit 789 Einwohnern (Stand 31. Dezember 2024), die zum Okres Nové Mesto nad Váhom, einem Teil des Trenčiansky kraj, gehört.

## Geographie
Die Gemeinde befindet sich im nördlichen Ausläufer des Hügellands Trnavská pahorkatina und somit auch des slowakischen Donautieflands, am westlichen Fuße des Gebirges Považský Inovec. Der Ort steht am Anfang des Tales Hôrčanská dolina und wird vom Bach Hôrčanský potok durchflossen, der jenseits der Autobahn in die Waag mündet. Das Ortszentrum liegt auf einer Höhe von 193 m n.m. und ist zehn Kilometer von Nové Mesto nad Váhom entfernt.
Nachbargemeinden sind Nová Ves nad Váhom im Norden, Kálnica im Nordosten, Zlatníky und Podhradie im Osten, Hrádok im Süden und Považany im Westen.

## Geschichte

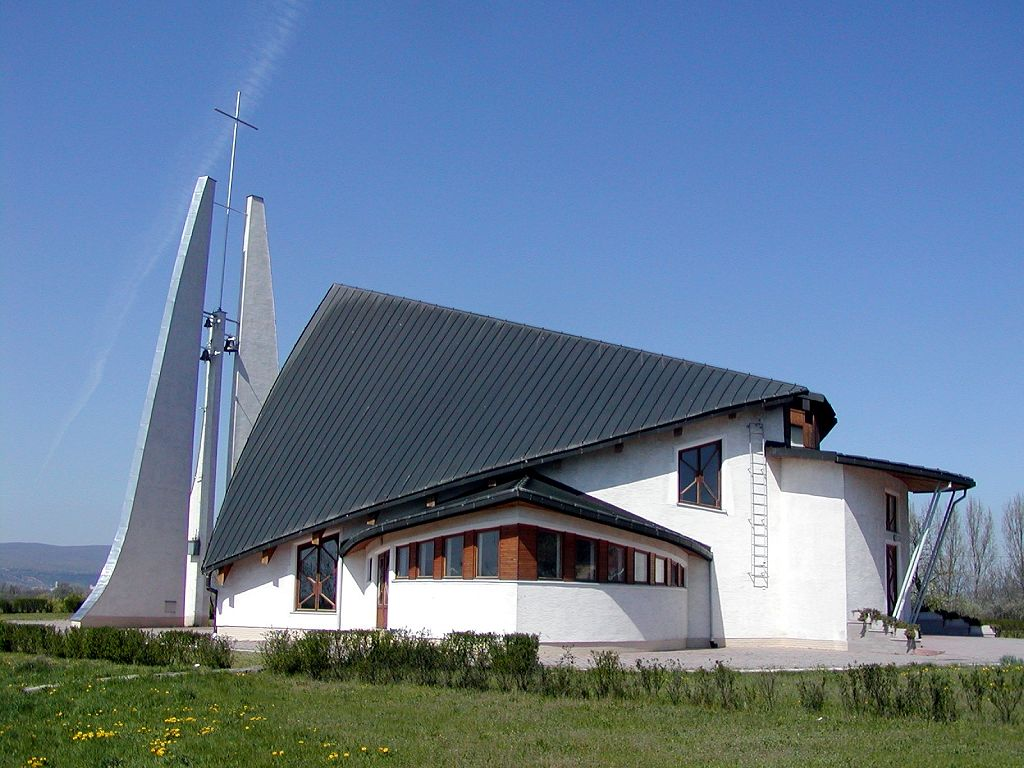
Moderne Peter-und-Paul-Kirche in Hôrka nad Váhom

Hôrka nad Váhom wurde zum ersten Mal 1246 als Hurka schriftlich erwähnt und war Teil der Herrschaftsgebiets der Burg Tematín. 1453 hatte das Dorf insgesamt neun Porta. 1715 befanden sich Weingärten im Ort, 1828 zählte man 66 Häuser und 461 Einwohner, deren Haupteinnahmequelle Landwirtschaft war.
Bis 1918 gehörte der im Komitat Neutra liegende Ort zum Königreich Ungarn und kam danach zur Tschechoslowakei beziehungsweise heute Slowakei.

## Bevölkerung
| Jahr                | 1994 | 2004    | 2014    | 2024    |
| ------------------- | ---- | ------- | ------- | ------- |
| Anzahl der Personen | 703  | 680     | 732     | 789     |
| Unterschied         |      | −3,27 % | +7,64 % | +7,78 % |

| Jahr                | 2023 | 2024    |
| ------------------- | ---- | ------- |
| Anzahl der Personen | 794  | 789     |
| Unterschied         |      | −0,62 % |

Nach der Volkszählung 2011 wohnten in Hôrka nad Váhom 701 Einwohner, davon 659 Slowaken und 4 Tschechen. 38 Einwohner machten keine Angabe zur Ethnie.
549 Einwohner bekannten sich zur römisch-katholischen Kirche, 23 Einwohner zur Evangelischen Kirche A. B., 4 Einwohner zur evangelisch-methodistischen Kirche und 1 Einwohner zur orthodoxen Kirche. 56 Einwohner waren konfessionslos und bei 68 Einwohnern wurde die Konfession nicht ermittelt.

## Bauwerke
- römisch-katholische Peter-und-Paul-Kirche aus dem Jahr 2008